# Las Tuzas, Puebla
Las Tuzas är en ort i Mexiko.   Den ligger i kommunen Tuzamapan de Galeana och delstaten Puebla, i den sydöstra delen av landet, 180 km öster om huvudstaden Mexico City. Las Tuzas ligger 671 meter över havet och antalet invånare är 183.
Terrängen runt Las Tuzas är lite bergig, och sluttar norrut. Runt Las Tuzas är det ganska tätbefolkat, med 207 invånare per kvadratkilometer. Närmaste större samhälle är Olintla, 12,2 km väster om Las Tuzas. I omgivningarna runt Las Tuzas växer i huvudsak städsegrön lövskog.